# Niszczyciele typu Fubuki
Niszczyciele typu Fubuki – japoński typ niszczycieli z okresu międzywojennego i czasów II wojny światowej, który w momencie wprowadzenia do służby stanowił serię najsilniej uzbrojonych okrętów tej klasy na świecie. Pierwszy okręt tego typu wszedł do służby w roku 1928, łącznie zbudowano 20 jednostek dwóch podstawowych wersji. Z wyjątkiem „Miyuki”, który zatonął w 1934 roku na skutek kolizji, wszystkie jednostki tego typu wzięły udział w wojnie na Pacyfiku. Jedyną jednostką która  przetrwała działania wojenne był „Ushio”, który został zezłomowany w 1948 roku.

## Historia
Stępkę pod pierwszy z serii opisywanych dużych niszczycieli położono 19 czerwca 1926 r. Wodowanie miało miejsce 15 listopada 1927, a wejście do służby nastąpiło 10 sierpnia 1928 r. Okręty po zbudowaniu charakteryzowały się pełną wypornością wynoszącą 2050 ton i dzięki napędowi składającemu się z turbin parowych osiągały maksymalną prędkość 38 węzłów. W latach 1935–1937 okręty poddano przebudowie, w wyniku której ich wyporność wzrosła do 2400 ton. Po przebudowie poprawiła się stabilność i dzielność morska tych jednostek. Wyposażone w 6 dział kaliber 127 mm i 9 wyrzutni torped kaliber 610 mm okręty należały do najlepiej uzbrojonych niszczycieli w czasie gdy wchodziły do służby. Całkowicie zamknięte i opancerzone wieże artylerii głównej stanowiły pierwsze tego typu rozwiązanie zastosowane na niszczycielach. Po wybuchu wojny z uwagi na potrzebę lepszej obrony przeciwlotniczej zdemontowano jedną wieżę artylerii 127 mm i w jej miejsce zamontowano działka przeciwlotnicze kalibru 25 mm.

## Wersje
Powstały dwie wersje okrętów typu Fubuki: 
- Type I (Fubuki) – pierwsza i podstawowa wersja okrętów budowanych w latach 1928-1929. Działa artylerii głównej miały kąt podniesienia 40 stopni. Zbudowano 10 okrętów tej wersji.
- Type II (Ayanami) – okręty wchodziły do służby w latach 1930-1931. Działa artylerii głównej miały kąt podniesienia 75 stopni, dzięki czemu można było je lepiej wykorzystać do zadań przeciwlotniczych. Zbudowano 10 okrętów tej wersji.

## Zastosowanie
Okręty typu Fubuki były intensywnie wykorzystywane podczas wojny na Pacyfiku i wzięły udział w większości operacji prowadzonych przez Japońską Cesarską Marynarkę Wojenną. W roku 1943 jednostka typu Fubuki należąca do wersji Type II „Amagiri”, biorąca udział w transportowaniu posiłków dla walczących wojsk w ramach operacji „Tokyo Express”, staranowała i zatopiła amerykański kuter torpedowy „PT-109”, którego dowódcą był późniejszy prezydent Stanów Zjednoczonych John F. Kennedy.